# André Henry
André Henry   (Xhendelesse, 2 de juliol de 1865 - Froidmont, 1 d'octubre de 1910) va ser un ciclista belga que va córrer entre 1893 i 1897. En el seu palmarès destaca la primera edició de la París-Brussel·les, el 1893, de 407 km i que va recórrer en 19 hores i 37 minuts. L'èxit va tenir tal ressò que Leopold II es va reunir amb ell i va ser aclamat per una multitud de persones. També va ser rebut triomfant a Verviers. Aquestes recepcions oficials van tenir efectes molt negatius en un home molt humil i entrà en un cicle decadent fins a desaparèixer del ciclisme. Oblidat, va morir l'any 1910, al manicomi de Froidmont, havia estat reclòs arran d'un intent de suïcidi.

## Palmarès
- 1893
  - 1r a la París-Brussel·les
  - 1r a la Brussel·les-Spa
  - 1r a la Wavre-Hannut-Wavre
- 1894
  - 1r a la París-Dinant
  - 1r a la Verviers-Dinant-Verviers
- 1896
  - 1r a la Chaudfontaine-Huy-Chaudfontaine
- 1897
  - 1r a Queue-du-Bois